# Formación sumergida de Cuba
La formación submarina de Cuba es un sitio que se ha descrito como una compleja estructura de granito sumergida cerca de la costa de la península de Guanahacabibes en la provincia de Pinar del Río de Cuba.

## Contexto
A comienzos de 2001 se documentaron por primera vez unas imágenes de sonar interpretadas como estructuras de piedra simétricas y geométricas que se parecían a un complejo urbano, cubriendo un área de 2 km² y en una profundidad de entre 600 y 750 metros. El hallazgo fue anunciado por Pauline Zalitzki, una ingeniera marina, y su marido Paul Weinzweig, propietarios de una empresa canadiense llamada Advanced Digital Communications, que trabajaba en un proyecto de exploración y sondeo en colaboración con el gobierno cubano.  El equipo regresó al lugar una segunda vez con un vídeo robot submarino que filmó imágenes de sonar interpretadas como diferentes estructuras piramidales y circulares hechas a base de bloques de piedra enormes y lisos que parecían granito tallado. Zalitzki dijo: "Es realmente una estructura maravillosa que parece que hubiera sido verdaderamente un gran centro urbano. Sin embargo, sería totalmente irresponsable decir lo que fue antes de que tengamos evidencias".
Después de estudiar las imágenes, el editor de National Geographic John Echave dijo: "Hay anomalías interesantes, pero eso es lo más que cualquiera puede decir en este momento, pero no soy experto en sonar y hasta que realmente podamos bajar y ver, será difícil caracterizarlas". El catedrático de oceanografía Robert Ballard fue citado por decir: "Eso es demasiado profundo, me sorprendería si fuera humano. Tienes que preguntarte a ti mismo, ¿cómo llegó hasta allí? He visto muchas imágenes de sonar en mi vida, y puede ser como mirar a un borrón — la gente puede a veces ver lo que quiere ver. Simplemente esperaré a tener unos pocos más datos".
El geólogo marino Manuel Iturralde pidió más muestras antes de tomar conclusiones sobre el lugar, diciendo: "Tenemos algunas figuras que son extremadamente inusuales pero la naturaleza es mucho más rica de lo que pensamos". Estimando que habría tomado 50.000 años para que tales estructuras se hundieran a la profundidad en la que se dijo que se encontraron, él dijo: "50.000 años atrás no había capacidad arquitectónica en ninguna de las culturas que conocemos para construir edificios complejos". Un especialista en arqueología subacuática en la Universidad Estatal de Florida añadió: "Sería genial si estuvieran en lo cierto, pero sería realmente avanzado para cualquier cosa que pudiéramos apreciar en el Nuevo Mundo para aquel período. Las estructuras están fuera de tiempo y fuera de lugar".